# Styl (sztuka)
Styl – zespół cech formalnych pozwalający przyporządkować dzieło do określonej epoki, nurtu w kulturze lub twórcy. Style odnoszą się zazwyczaj do ogółu zjawisk typowych w danym czasie i znajdują odzwierciedlenie nie tylko w dziełach sztuki, architekturze, malarstwie, literaturze, rzeźbie czy muzyce, ale także w przedmiotach użytkowych i modzie.